# Вестфилд Сентер (Охајо)
Вестфилд Сентер (енгл. Westfield Center) град је у америчкој савезној држави Охајо.

## Демографија
По попису из 2010. године број становника је 1.115, што је 61 (5,8%) становника више него 2000. године.
| Група             | 2000.         | 2010.         |
| Белци             | 1.039 (98,6%) | 1.078 (96,7%) |
| Афроамериканци    | 0 (0,0%)      | 1 (0,1%)      |
| Азијати           | 3 (0,3%)      | 10 (0,9%)     |
| Хиспаноамериканци | 6 (0,6%)      | 14 (1,3%)     |
| Укупно            | 1.054         | 1.115         |